# Unteres Ammertal
Unteres Ammertal ist ein Landschaftsschutzgebiet (Schutzgebietsnummer 4.16.024) im Landkreis Tübingen. 

## Lage und Beschreibung
Das Schutzgebiet liegt nördlich des Tübinger Stadtteils Unterjesingen und erstreckt sich von Pfäffingen bis an die Stadtgrenze von Tübingen. Es gehört zum Naturraum 104-Schönbuch und Glemswald innerhalb der naturräumlichen Haupteinheit 10-Schwäbisches Keuper-Lias-Land.

## Schutzzweck
Wesentlicher Schutzzweck ist laut Schutzgebietsverordnung die Erhaltung der Vielfalt, Eigenart und Schönheit des offenen Ammertales mit Randbereichen als Zeugnis einer durch die Landbewirtschaftung geschaffenen Kulturlandschaft. Diese Kulturlandschaft mit ihren verschiedenen Elementen insbesondere den Äckern, Wiesen und Weiden, der Ammer mit ihrem Grabensystem und der begleitenden Vegetation, der Feuchtwiesen und Schilfröhrichte, der Hecken, Feldgehölze und Streuobstwiesen soll erhalten werden. Das Gebiet soll als Wirtschaftsraum für die Landwirtschaft, Erholungsgebiet für die Allgemeinheit und als Lebensraum einer artenreichen Pflanzen‑ und Tierwelt bewahrt werden.